# Mayaspråk
Mayaspråk, eller mayanska språk, är en språkfamilj som omfattar ett trettiotal språk med sammanlagt cirka sex miljoner talare, huvudsakligen i Mexiko, Belize och Guatemala. 1996 erkände Guatemala formellt 21 mayaspråk inom sina gränser, medan Mexiko erkänner ytterligare åtta.
Den mayanska språkfamiljen är en av de bäst dokumenterade och mest studerade i Amerika. Undergrupper är huastekiska språk, yucatekiska språk (bland andra yukatek), en västlig gren med cholan-tzeltalan och q'anjobalan, och en östlig gren (bland andra cakchiquel och quiché). De östliga och västliga delas sedan in i ytterligare undergrupper. Mayaspråk är en del av det mesoamerikanska språkområdet, ett språkförbund som har utvecklat sig under tusentals år i Mesoamerika. Alla mayaspråken har de typiska dragen från detta område. Exempel på detta är ergativitet och användning av relationssubstantiv i stället för prepositioner.
Under  förcolumbiansk tid kom vissa mayaspråk att utveckla ett skriftspråk, som skrevs med glyfer. Denna skrift är känd från tiden 300–200 e.Kr. under den sena förklassiska perioden (400 f.Kr. till 250 e.Kr.), men är bäst dokumenterad under mayacivilisationens klassiska period (cirka 250–900). De över 10 000 bevarade mayainskriptionerna på byggnader, monument, keramik och barkpapperscodexar, kombinerat med den rika litteraturen på mayaspråk skriven med det latinska alfabetet efter den spanska koloniseringen, utgör en viktig grundval för dagens förståelse av Amerikas förcolumbianska historia.

## Ursprung
Mayaspråk härstammar alla från ett enda urspråk kallat protomayanska eller urmaya, på maya Nab'ee Maya' Tzij (Det gamla mayaspråket). Tidigare ansåg forskningen att denna protomayanska talades en gång för åtminstone 5000 år sedan på hela Yucatánhalvön och kan ha sträckt sig in i Honduras och El Salvador. Man tror numera att urmaya talades i Cuchumataneshöglandet i det centrala Guatemala i ett område som motsvarar ungefär det område där kanjobal används i dag.
De som talade detta ursprungliga mayaspråk levde sida vid sida med folk som talade xinka, lenca och mixe-Zoque språk.

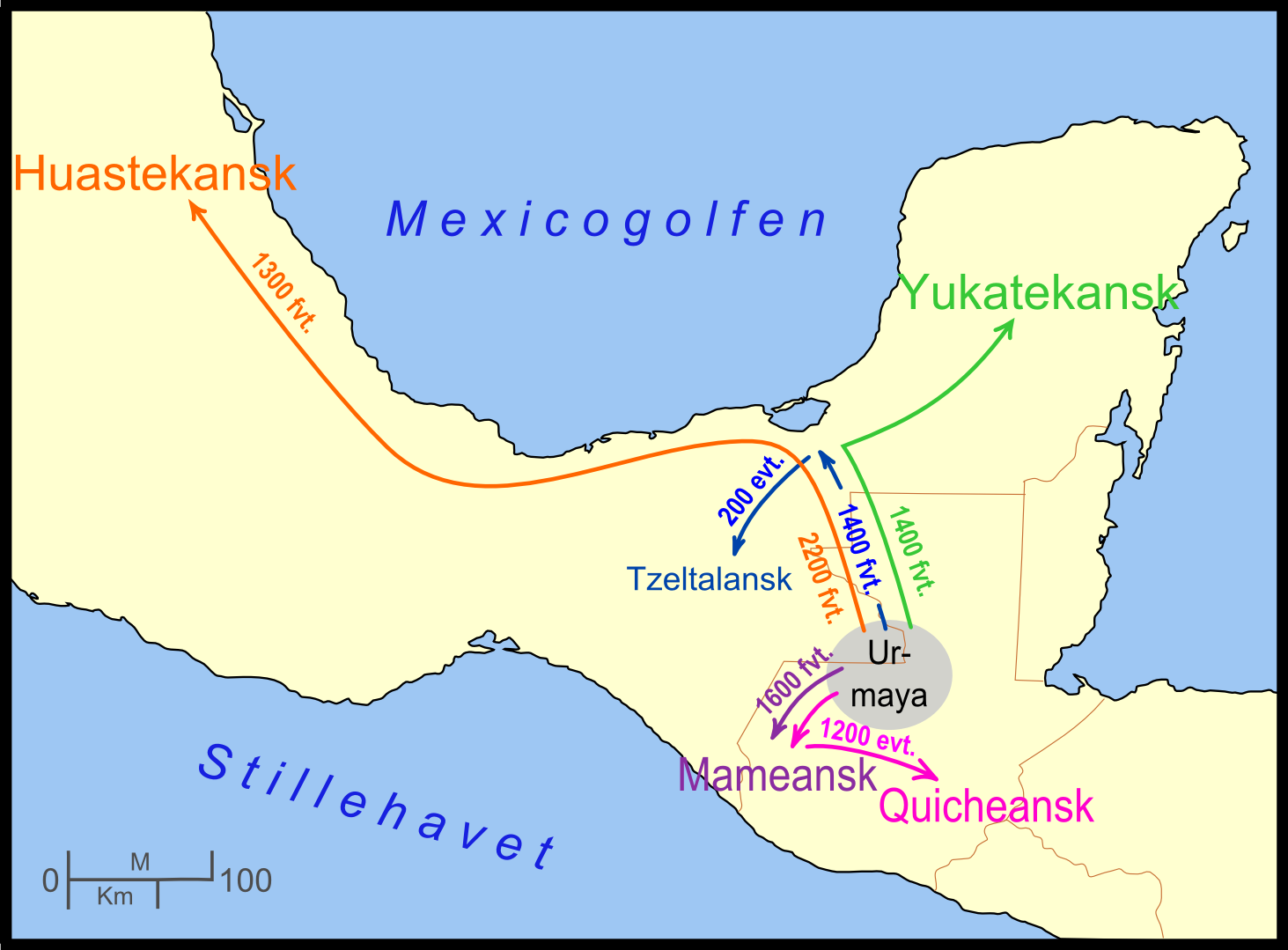
Ungefärliga migrationsvägar för några grenar av mayaspråk

## Historisk utveckling
Enligt den gällande klassificeringen efter Lyle Campbell och Terrence Kaufmann, ägde den första uppdelning rum runt 2200 före vår tideräkning, då huastekiska avskilde sig från resten och talarna förflyttade sig åt nordväst längs golfkusten.  Uryukatekanska och urcholanska talare skilde sig likaså från resten och förflyttade sig norröver till Yucatánhalvön. De som talade den västliga grenen av urmaya drog sig åt söder till områden som i dag befolkas av mameanska och quicheanska folk. När talare av urtzeltalanska skilde sig från den choleanska gruppen och drog söderut till höglandet i Chiapas, kom de i kontakt med talare av mixe-zoque språk. Enligt en alternativ hypotes av Robertson och Houston bröts huastekiskan sig loss från den cholansk-tzeltalanska grenen mycket senare än vad Kaufman tror.
Under den arkaiska perioden (fram till 2000 f.vt.) verkar många lånord från det mixe-zoqueanska språket ha tagits upp i urmaya. Detta har lett till en hypotes om att det tidiga mayafolket var underordnat talare av mixe-zoqueanska språk, möjligtvis olmekkulturen. Däremot har språken xinca och lenca i stället många mayanska lånord. Specialister på mayaspråk, som Lyle Campbell, tror därför att det fanns en period, när mayafolket hade stark kontakt med lencaerna och xincaerna, kanske under den klassiska perioden (250–900).

## Språkfamiljens medlemmar och talares hemvist och antal
Tabellen ger en översikt över mayaspråken med de språk och varianter som är en del av familjen i dag. Uppgifter om antal talare baseras på Ethnologues uppskattningar, och avser omkring år 2000. De använder en relativt vid definition på en talare, så siffrorna ligger högre än andra uppskattningar. Mayabefolkningen ökar dock stadigt, så siffrorna kan även vara högre i dag än de var då uppskattningen gjordes.
| Familj    | Grenar                  | Undergrupper          | Undergrupper           | Undergrupper           | Språk         | ISO-kod            | Antal talare                                             |
| --------- | ----------------------- | --------------------- | ---------------------- | ---------------------- | ------------- | ------------------ | -------------------------------------------------------- |
| Mayaspråk | Cholansk-tzeltalanska   | Chol                  | Cholanska              | Cholanska              | Chontal       | chf                | 38 000 i Mexiko                                          |
| Mayaspråk | Cholansk-tzeltalanska   | Chol                  | Cholanska              | Cholanska              | Chol          | cti                | 134 000 i Mexiko                                         |
| Mayaspråk | Cholansk-tzeltalanska   | Chol                  | Chorti                 | Chorti                 | Chorti        | caa                | 30 000 i Guatemala                                       |
| Mayaspråk | Cholansk-tzeltalanska   | Tzeltalanska          | Tzeltalanska           | Tzeltalanska           | Tzeltal       | tzh                | 190 000 i Mexiko                                         |
| Mayaspråk | Cholansk-tzeltalanska   | Tzeltalanska          | Tzeltalanska           | Tzeltalanska           | Tzotzil       | tzo                | 264 000 i Mexiko                                         |
| Mayaspråk | Huastekanska            | Huastekanska          | Huastekanska           | Huastekanska           | Chikomuselska | cob                | utdött (tidigare i Mexiko)                               |
| Mayaspråk | Huastekanska            | Huastekanska          | Huastekanska           | Huastekanska           | Huastekisk    | hus                | 122 000 i Mexiko                                         |
| Mayaspråk | Kanjobalansk-chujeanska | Chujeanska            | Chujeanska             | Chujeanska             | Chuj          | cac                | 41 000 i Guatemala 9 500 i Mexiko                        |
| Mayaspråk | Kanjobalansk-chujeanska | Chujeanska            | Chujeanska             | Chujeanska             | Tojolabal     | toj                | 36 000 i Mexiko                                          |
| Mayaspråk | Kanjobalansk-chujeanska | Kanjobalanska         | Kanjobal-jakaltenanska | Kanjobal-jakaltenanska | Jakaltenanska | jac                | 89 000 i Guatemala 10 000 i Mexiko                       |
| Mayaspråk | Kanjobalansk-chujeanska | Kanjobalanska         | Kanjobal-jakaltenanska | Kanjobal-jakaltenanska | Kanjobal      | kjb                | 78 000 i Guatemala                                       |
| Mayaspråk | Kanjobalansk-chujeanska | Kanjobalanska         | Kanjobal-jakaltenanska | Kanjobal-jakaltenanska | Akatanska     | knj                | 49 000 i Guatemala 10 000 i Mexiko                       |
| Mayaspråk | Kanjobalansk-chujeanska | Kanjobalanska         | Mocho                  | Mocho                  | Mocho         | mhc                | 150 i Mexiko                                             |
| Mayaspråk | Quicheansk-mameanska    | Stor-mameanska        | Ixileanska             | Ixileanska             | Aguakatanska  | agu                | 18 000 i Guatemala                                       |
| Mayaspråk | Quicheansk-mameanska    | Stor-mameanska        | Ixileanska             | Ixileanska             | Ixil          | ixl                | 69 000 i Guatemala                                       |
| Mayaspråk | Quicheansk-mameanska    | Stor-mameanska        | Mameanska              | Mameanska              | Mam           | mam                | 530 000 i Guatemala 11 000 i Mexiko                      |
| Mayaspråk | Quicheansk-mameanska    | Stor-mameanska        | Mameanska              | Mameanska              | Tektitanska   | ttc                | 4 900 i Guatemala 1 000 i Mexiko                         |
| Mayaspråk | Quicheansk-mameanska    | Stor-quicheanska      | Kekchi                 | Kekchi                 | Kekchi        | kek                | 400 000 i Guatemala 12 000 i El Salvador 11 000 i Belize |
| Mayaspråk | Quicheansk-mameanska    | Stor-quicheanska      | Pokom                  | Pokom                  | Pokomam       | poc                | 49 000 i Guatemala                                       |
| Mayaspråk | Quicheansk-mameanska    | Stor-quicheanska      | Pokom                  | Pokom                  | Pokomchi      | poh                | 92 000 i Guatemala                                       |
| Mayaspråk | Quicheansk-mameanska    | Stor-quicheanska      | Quicheanska            | Quiché-achi            | Achi          | acc                | 86 000 i Guatemala                                       |
| Mayaspråk | Quicheansk-mameanska    | Stor-quicheanska      | Quicheanska            | Quiché-achi            | Quiché        | quc                | 2 333 000 i Guatemala                                    |
| Mayaspråk | Quicheansk-mameanska    | Stor-quicheanska      | Quicheanska            |                        | Kakchikel     | cak                | 446 000 i Guatemala                                      |
| Mayaspråk | Quicheansk-mameanska    | Stor-quicheanska      | Quicheanska            | Tzutujil               | tzj           | 84 000 i Guatemala |                                                          |
| Mayaspråk | Quicheansk-mameanska    | Stor-quicheanska      | Sakapulkanska          | Sakapulkanska          | Sakapulkanska | quv                | 15 000 i Guatemala                                       |
| Mayaspråk | Quicheansk-mameanska    | Stor-quicheanska      | Sipakapanska           | Sipakapanska           | Sipakapanska  | qum                | 8 000 i Guatemala                                        |
| Mayaspråk | Quicheansk-mameanska    | Stor-quicheanska      | Uspantanska            | Uspantanska            | Uspantanska   | usp                | 3 000 i Guatemala                                        |
| Mayaspråk | Yukatekansk             | Mopan-itza            | Mopan-itza             | Mopan-itza             | Itza          | itz                | utdött (tidigare i Guatemala)                            |
| Mayaspråk | Yukatekansk             | Mopan-itza            | Mopan-itza             | Mopan-itza             | Mopan         | mop                | 9 2000 i Belize 2 600 i Guatemala                        |
| Mayaspråk | Yukatekansk             | Yukatansk-lakandonska | Yukatansk-lakandonska  | Yukatansk-lakandonska  | Lakandonska   | lac                | 1 000 i Mexiko                                           |
| Mayaspråk | Yukatekansk             | Yukatansk-lakandonska | Yukatansk-lakandonska  | Yukatansk-lakandonska  | Yukatek maya  | yua                | 740 000 i Mexiko 6 000 i Belize                          |

## Skriftspråk

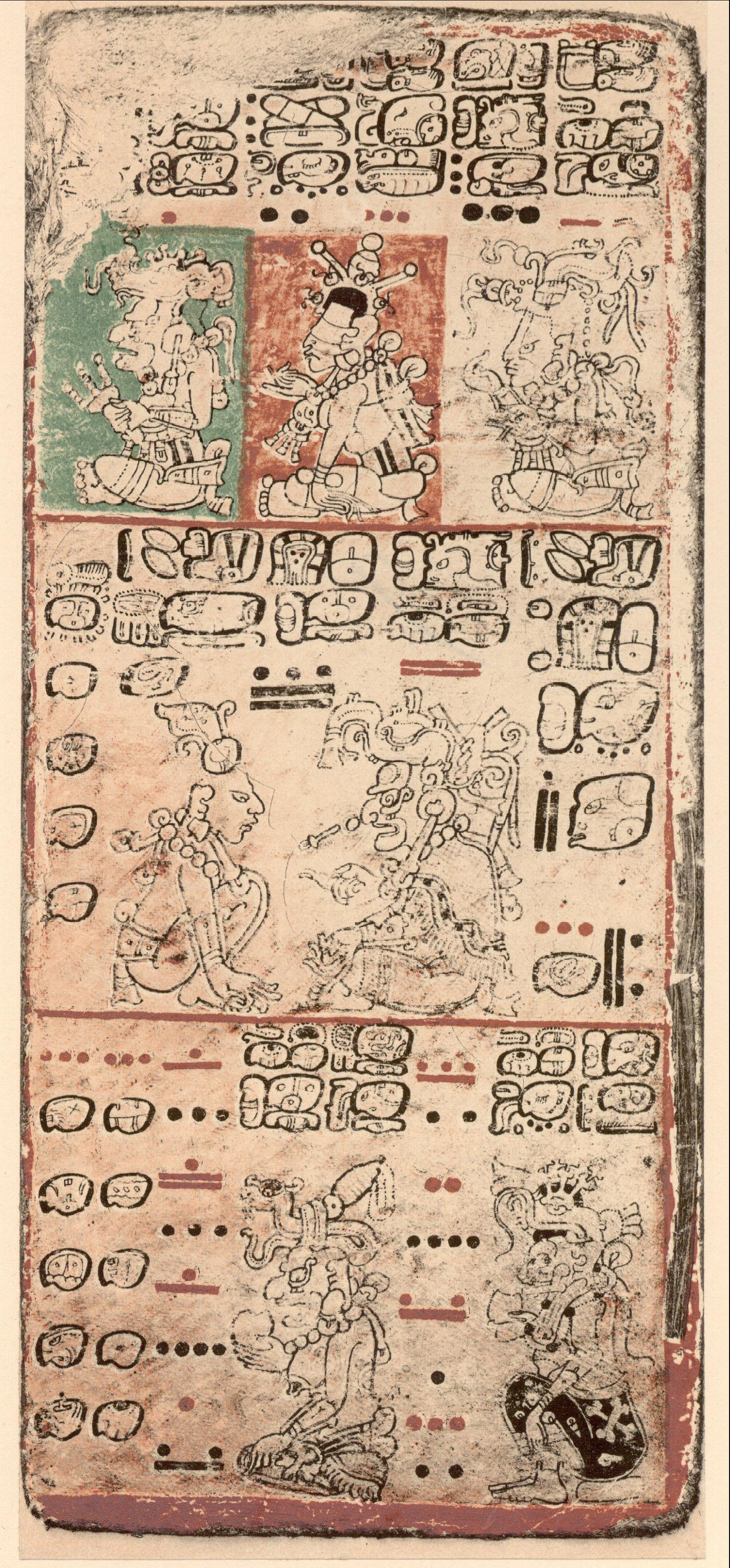
Sida 9 från Dresden Codexen: klassiskt Mayaspråk skrivet med Mayaglyfer (från Förstermann-utgåvan 1880)

Mayas skrift är nu (2012) nästan helt uttydd. Den var en blandning av logografiska och stavelsesymboler. Skriften innehåller en mängd betydelsebärande symboler, vilka likt kinesiska/japanska borde ha tillåtit att de olika dialekterna/språken skrevs med samma skrift. Tillgängligt material pekar dock åt att codexar och andra klassiska texter skrevs på en litterär form av det nu utdöda Ch'olti'-språket. Det förefaller som om mayaeliten använde detta språk likt ett lingua franca över hela den mayaspråktalande regionen. Texter kan ha skrivits på andra mayaspråk i Petén och på Yucatánhalvön, särskilt yucatek maya. Det finns även tecken på att skriften tillfälligtvis använts för att skriva mayaspråk från Guatemalas högländer.  Ch'oltí-skrivare kan dock ha engagerats för att skriva ned text på andra språk, varför element av Ch'oltí följt med.

## Mayanska lånord
Det finns enstaka lånord med mayaursprung eller möjligt sådant ursprung i andra språk, särskilt i spanska, engelska och något närliggande mesoamerikanskt språk.
Enligt Coe härrör det engelska ordet shark, «haj», direkt från yukatek xoc, som betyder «fisk». Oxford English Dictionary anger sharks ursprung som «osäker», och att ordet «ser ut att ha blivit infört av sjömän från kapten John Hawkins expedition, som hade med sig ett exemplar som ställdes ut i London 1569».
Ett annat ord som härrör från maya, är «cigarr» och «cigarett». Zik är yukatanska för «rök», medan «röka» är zikar på chorti och zikil på chol.
Ordet «orkan» (än tydligare på spanska «huracán» och engelska «hurricane») är tydligt relaterat till mayaguden Jun Raqan (Huracan). Det är dock möjligt att ordet kom in i europeiska språk från karibiska. Om ordet lånades in från maya till karibiska eller från karibiska till maya är oklart.